# ジェール県の郡
ジェール県の郡では、フランスのジェール県にある郡について解説する。

## 郡の一覧
ジェール県には、3つの郡が存在し、3郡の合計で、31の小郡、463のコミューンがある。
- オーシュ郡（県庁所在地：オーシュ）

12の小郡、154のコミューンがある。郡の人口は、1990年には72,908人、1999年には73,410人で、0.69％増加している。
- コンドン郡（郡庁所在地：コンドン）

11の小郡、159のコミューンがある。郡の人口は、1990年には64,199人、1999年には62,242人で、3.05％減少している。
- ミランド郡（郡庁所在地：ミランド）

8の小郡、150のコミューンがある。郡の人口は、1990年には37,480人、1999年には36,683人で、2.13％減少している。